# إسامبارد كينجدم برونيل
إسامبارد كينجدم برونيل (بالإنجليزية: Isambard Kingdom Brunel) (9 أبريل 1806 – 15 سبتمبر 1859)، هو مهندس مدني بريطاني ويعتبر «واحدًا من أكثر الشخصيات عبقرية وغزارة إنتاجية في تاريخ الهندسة»، و«أحد عمالقة الهندسة في القرن التاسع عشر»، و«واحدًا من أعظم شخصيات الثورة الصناعية، الذين غيروا وجه المشهد الإنجليزي من خلال تصميماته الرائدة وأعماله المبدعة». بنى برونيل أحواضًا لبناء السفن، والسكة الحديدية الغربية العظيمة، وسلسلة من البواخر بينها أول باخرة عابرة للأطلسي يحركها رفاص، وبنى العديد من الجسور والأنفاق الهامة. وقد أحدثت تصاميمه ثورة في وسائل النقل العام والهندسة الحديثة.
على الرغم من أن مشاريع برونيل لم تكن ناجحة دائمًا، إلا أنها غالبًا ما تضمنت حلولًا مبتكرة لمشاكل هندسية مستعصية. وخلال حياته المهنية، أنجز برونيل العديد من الأعمال الهندسية السباقة، مثل المساعدة في بناء أول نفق يمر تحت نهر صالح للملاحة، وتطوير سفينة إس إس جريت برتن -وهي أول سفينة حديدية عابرة للمحيطات يحركها رفاص- والتي كانت في وقت بنائها أكبر سفينة بُنيت على الإطلاق.
وضع برونيل المعايير لبناء سكة حديد متقنة، وذلك باستخدام دراسات استقصائية دقيقة لتقليل التدرجات والمنحنيات. ما استلزم تقنيات بناء مرتفعة الثمن، وجسورًا جديدة، ونفقًا يبلغ طوله ميلين (3.2 كم). كانت أحد المعايير المثيرة للجدل هي اتساع السكة الكبير، إذ بلغ اتساع السكة 7 أقدام و1/4 (2140 مم)، عوضًا عن سكة الحديد القياسية التي كانت تبلغ 4 أقدام و8 1/2 (1435 مم). وقد أذهل بريطانيا باقتراح مد سكة الحديد الغربية العظيمة غربًا إلى أمريكا الشمالية عن طريق بناء سفن بخارية ذات هيكل حديدي. فصمم وبنى ثلاث سفن أحدثت ثورة في الهندسة البحرية وهي: إس إس جريت وسترن (1838)، وإس إس جريت برتن (1843)، وإس إس جريت إسترن (1859).
في عام 2002، احتل برونيل المركز الثاني بعد ونستون تشرشل في استطلاع الرأي العام للبي بي سي لتحديد «أعظم مئة بريطاني». وفي عام 2006، في الذكرى المئوية الثانية لميلاده، احتفى برنامج كبير بحياته وأعماله تحت اسم برونيل 200.

## نشأته
ولد إسامبارد كينجدم برونيل في 9 أبريل 1806 في شارع بريطانيا، بورتسي، بورتسموث، هامبشاير، حيث كان والده يعمل على آلات صناعة البكرات. وسُمي إسامبارد نسبة لوالده، المهندس المدني الفرنسي السير مارك إسامبارد برونيل، وكينجدم نسبة لوالدته الإنجليزية، صوفيا كينجدم.
كانت لديه شقيقتان أكبر منه سنًا هما صوفيا وإيما، وانتقلت العائلة بأكملها إلى لندن في عام 1808 من أجل عمل والده. عاش برونيل طفولة سعيدة، على الرغم من القلق المادي الدائم لأسرته، وكان والده مدرسًا له خلال سنوات طفولته الأولى. فعلمه تقنيات الرسم والرصد في سن الرابعة، وتعلم برونيل الهندسة الإقليدية حين كان في سن الثامنة. وخلال هذا الوقت تعلم أيضًا اللغة الفرنسية والمبادئ الأساسية للهندسة. وكان يُطلب منه رسم مبانٍ خلاقة وتحديد الأخطاء في هيكلها.
وحين بلغ برونيل الثامنة من عمره، أُرسل إلى مدرسة الدكتور موريل الداخلية في هوف، حيث تعلم الكلاسيكيات. إذ كان والده -فرنسي المولد- مصمماً على أن يحصل برونيل على تعليم عالي الجودة مثل الذي حصل عليه هو في شبابه في فرنسا؛ لذا التحق برونيل اليافع في سن الرابعة عشرة أولاً بجامعة كاين نورماندي، ثم بمدرسة هنري الرابع في باريس.
عندما كان برونيل في الخامسة عشرة من عمره، اعتقل والده مارك -الذي تراكمت عليه ديون تزيد عن 5000 جنيه إسترليني- وأرسل إلى سجن المدينين. وبعد مرور ثلاثة أشهر دون أي احتمال للإفراج عنه، أعلن مارك أنه كان يدرس عرضًا من القيصر الروسي. وفي أغسطس 1821، في مواجهة احتمال فقدان مهندس بارز، تراجعت الحكومة عن قرارها ودفعت عن مارك 5000 جنيه استرليني لتصفية ديونه مقابل وعده بالبقاء في بريطانيا.
عندما أنهى برونيل دراسته في مدرسة هنري الرابع في عام 1822، رشحه والده لكلية الهندسة المشهورة «المدرسة المتعددة التكنولوجية»، لكن لكونه أجنبيًا اعتبر غير مؤهل للالتحاق بها. لذا درس برونيل لاحقًا تحت إشراف صانع الساعات البارز وعالم البنكامات أبراهام لوي بريغيه، الذي امتدح إمكانيات برونيل من خلال رسائل بعثها إلى والده. وفي أواخر عام 1822، بعد أن أنهى تدريبه المهني، عاد برونيل إلى إنجلترا.

## روابط خارجية
- إسامبارد كينجدم برونيل على موقع الموسوعة البريطانية (الإنجليزية)
- إسامبارد كينجدم برونيل على موقع إن إن دي بي (الإنجليزية)